# Dryopteris × boottii
Dryopteris × boottii là một loài dương xỉ trong họ Dryopteridaceae. Loài này được Underw. pro. sp. mô tả khoa học đầu tiên năm 1893.

## Hình ảnh

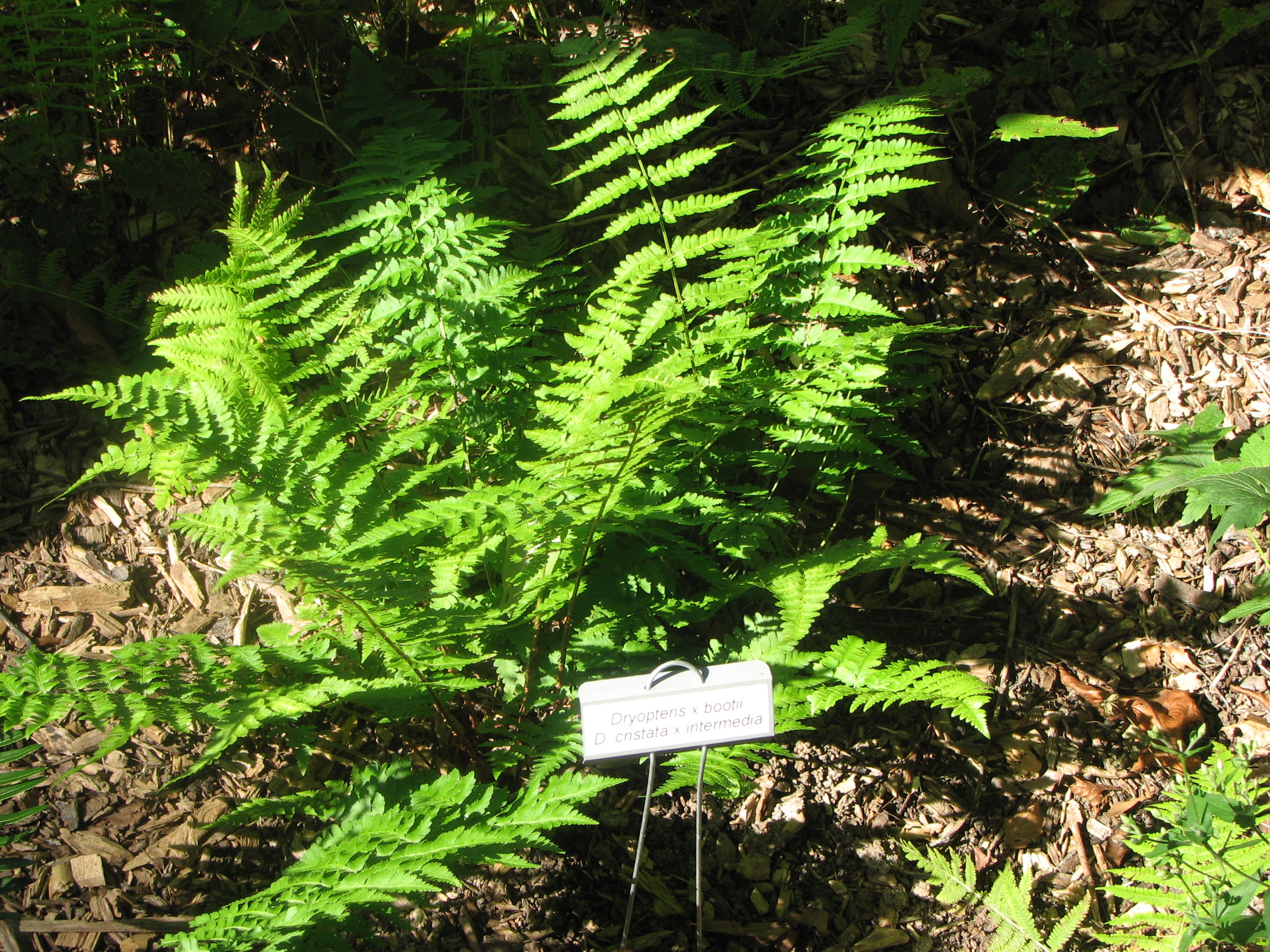
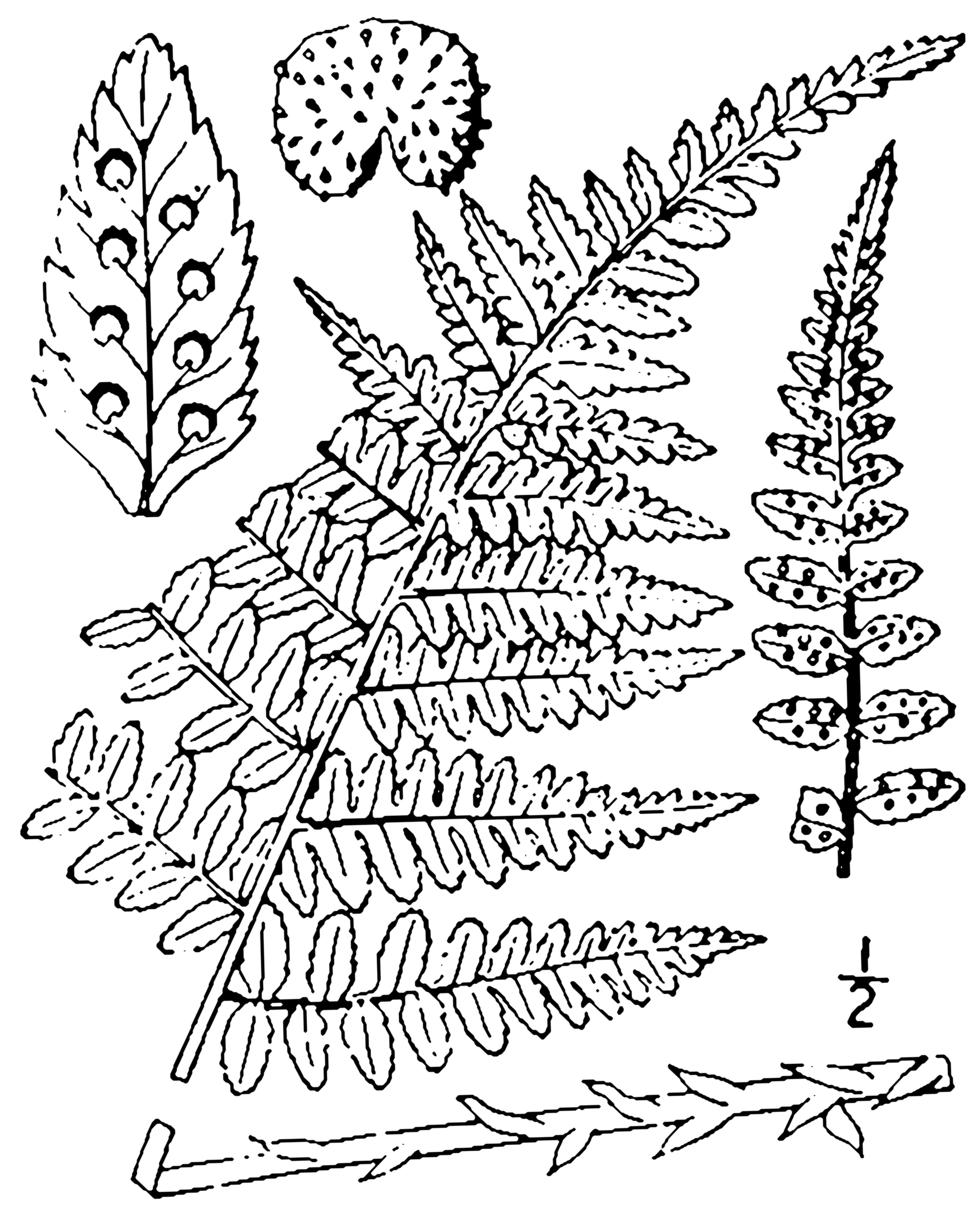